# Centralförbundet för de gamlas väl
Centralförbundet för de gamlas väl (officiellt: Vanhustyön keskusliitto – Centralförbundet för de gamlas väl r.f.) är Finlands största riksomfattande organisation som arbetar för äldre människor och åldringar. Förbundet grundades år 1949 och dess uppgift är att främja åldringars välbefinnande, funktionsförmåga och social trygghet samt att fungera som intressebevakare för tredje sektorn.

## Verksamhet
Centralförbundet för de gamlas väl har som medlemmar 320 allmännyttiga aktörer inom äldrearbete på olika håll i Finland. Medlemmar är både lokala och riksomfattande föreningar och stiftelser. Förbundet arbetar inom fyra olika delområden:
- utvecklingsverksamhet och utbildning
- stöd till medlemsorganisationerna
- ålderspolitisk påverkning och intressebevakning
- handledning och gruppverksamhet för ålderstigna människor

Centralförbundet för de gamlas väl har även aktivt samarbete med många organisationer inom social- och hälsovården och myndigheterna.
Det finns 15 regionala renoveringsrådgivare i förbundet som bistår bland annat krigsinvalider, veteraner och andra äldre människor i att planera och kartlägga bostadens behövliga renoveringsarbeten. Renoveringsrådgivningen gör det möjligt att äldre personer kan bo hemma längre.

### De gamlas vecka
År 1954 började man fira De gamlas dag i Finland. Dagen firas alltid första söndagen i oktober. Därpå följande vecka är de gamlas vecka. Ett nytt tema väljs för veckan varje år och en affisch om ämnet produceras. Fester och andra evenemang ordnas under veckan på olika håll i landet.

#### Teman
- 2020: Lyckan kommer med åldern.
- 2021: Naturen ger kraft